# 코발트블루 (밴드)
코발트블루(Cobalt Blue)는 2005년 대한민국 서울특별시에서 결성된 모던 록 밴드이다.

## 구성원
- 양인수 - 보컬 & 어쿠스틱기타
- 김근진- 기타
- 이준호 - 베이스

## 음반 목록

### 정규 앨범
- Cobalt Blue(2009)